# Marsvin (hval)
 For alternative betydninger, se Marsvin. (Se også artikler, som begynder med Marsvin)
Marsvin (Phocoena phocoena) er en af de mindste af alle tandhvaler. Det kaldes også for "almindeligt marsvin" for at adskille arten fra de 5 andre anerkendte arter i marsvin-familien. Marsvinet er den eneste hvalart, der yngler i de indre danske farvande. 

## Fysisk beskrivelse
Marsvinet er en relativt lille hval. Den er omtrent 75cm lang ved fødslen. Hannerne vokser op til at blive 1,6 meter, og hunnerne 1,7 meter. Hunnerne er tilsvarende tungere, med en maksimal vægt på omtrent 75kg, i forhold til hannernes 60kg. Kroppen er robust, og dyret når sin maksimale diameter lige foran dens trekantede rygfinne. Lufferne, rygfinnen, halen og ryggen er mørkegrå. Siden er en let plettet lysere grå nuance. Undersiden er næsten hvid, selv om der ofte er grå striber der går langs halsen fra munden til lufferne. Marsvin lever op til 25 år. Der er 22-28 tænder i hver kæbehalvdel, tænderne er delvis skjult i tandkødet og de er  afvigende i forhold til delfiners spidse tænder, idet deres krone er skiveformet sammentrykt. Marsvinet ånder ca. fire gange i minuttet. Den dykker ned til maksimalt 200 m  og kan opholde sig under vandet i op til 6-8 minutter. 
Parringstiden falder i juli-august. Efter en drægtighedsperiode på 10-11 måneder føder hunnen 1 unge, der vejer 6–8 kg og er 60–80 cm lang. Denne dier i ca. 8 måneder. Marsvin bliver kønsmodne i en alder af omkring 3 år, hannen i gennemsnit lidt tidligere end hunnen.

### Lignende arter
Marsvinets ringe størrelse og den lille trekantede rygfinne gør arten forholdsvis let kendelig. De typiske marsvinerul er ligeledes et godt holdepunkt.

## Population og udbredelse
Arten er udbredt i koldere kystområder på den nordlige halvkugle, både i Atlanterhavet og Stillehavet, især i områder med en gennemsnitstemperatur på ca. 15 °C. I Vesteuropa findes skønsmæssigt knap 400.000 marsvin, heraf omkring 250.000 i Nordsøen og indre danske farvande. Tidligere fandtes også solide bestande i Sortehavet og Østersøen, men disse er i dag små og stærkt truede.

## Levevis
Marsvin foretrækker som leveområde rolige farvande med ca. 20 meters dybde nær kysten, men ses også ofte ude på det åbne hav. 
Den ernærer sig næsten udelukkende af fisk og i mindre grad ledorme, snegle, krebsdyr og blæksprutter. De geografiske forhold bestemmer variationen i fødesammensætningen. I Nordsøen lever den hovedsagelig af fladfisk (Pleuronectiformes), i Østersøen af fisk fra kutlingefamilien, og desuden i begge farvande  af torsk (Gadus morhua). De fleste af de ædte fisk har en størrelse på under 25 centimeter, da marsvin ikke kan sluge større fisk. Den søger overvejende næring ved at jage fiskene op fra havbunden. Dens dagsration ligger på ca. 4,5 kg fisk.
I de danske farvande findes marsvin specielt talrigt i Storebælt og Lillebælt, men kan træffes regelmæssigt i alle områder på nær Limfjorden og farvandet omkring Bornholm.

## Adfærd
Marsvin lever i mindre flokke, fra 2 til 8 dyr. På grund af deres sky natur er deres vilde adfærd svær at studere. Forskning i fangenskab har dog vist, at marsvinet er ekstremt intelligent og lærenemt, sammenligneligt med delfiner. I naturen udviser de meget sjældent luftakrobatik, og man skal i det hele taget være meget heldig for at se mere end en rygfinne i et splitsekund, før marsvinet er dykket igen.
Ligesom delfiner og andre tandhvaler anvender marsvin biosonar til at orientere sig og finde føde. De udsender meget korte ultrasoniske klik-lyde (varighed omkring 100 μs) med hovedenergien omkring 130 kHz og meget lille båndbredde. Signalerne er ikke så kraftige som hos delfiner (f.eks. øresvin, som er velundersøgt) og rækkevidden af sonaren er ikke så lang som hos delfiner. Således var et øresvin i stand til at registrere tilstedeværelsen af en stålkugle med diameter på 7.5 cm på over 110 m afstand, mens et marsvin ikke kunne registrere den samme stålkugle på mere end godt 30 m afstand. Marsvins signaler er dog kraftigere når de måles på fritlevende marsvin. Således er der registreret lydniveauer på helt op til 205 dB re. 1 μPa på marsvin i danske farvande, hvilket er sammenligneligt med de andre tandhvaler (Bemærk at lydtryk angivet på dB-skal i vand ikke kan sammenlignes med den almindelige dB-skala anvendt på lyd i luft).
I modsætning til delfiner, der bruger fløjtelyde til at kommunikere med artsfæller, så bruger marsvin de samme kliklyde, der bruges til biosonar, til kommunikation med artsfæller.

## Jagt og status
Marsvin er i Danmark blevet jaget i tusindevis af år for kødets og især spækkets skyld, med store forekomster af marsvinknogler i køkkenmøddinger siden Ertebølletiden. De første beretninger om marsvinejagt stammer fra Normandiet hvor "Vvalmanni" helt tilbage fra 1098 drev organiseret jagt.
I Danmark har fangsten været organiseret siden Middelalderen og især fra 1500-tallet og til ca. 1950. Spækket blev kogt til tran, der brugtes til belysning. I 1800-tallet blev der mindst nedlagt 140.000 marsvin i danske farvande. Jagten foregik som drivjagt, som kendes i dag fra grindefangst på Færøerne, hvor en flok marsvin blev drevet af små både ind i bunden af en lavvandet fjord og slagtet. Det mest kendte sted for marsvinefangst i Danmark er Gamborg Fjord og Svinø (der har navn efter marsvinene) ved Middelfart.  
Marsvin fanges i dag kun få steder i verden, bl.a. Grønland. Den største trussel mod marsvin er i stedet bifangst i fiskeriet, specielt nedgarn-fiskeri efter torsk og pigvar. Der fanges også ofte marsvin i bundgarn, men i disse fanges dyrene levende og kan slippes uskadte ud, når garnet røgtes.
I 1994 druknede skønsmæssigt 7.000 marsvin i det danske nordsøfiskeri, men i dag er tallet sandsynligvis noget lavere på grund af nedgang i torskefiskeriet og indførelsen af påbudte akustiske alarmer på nettene, som skal holde marsvinene på afstand.